# Ricardo Francisco Rojas
Ricardo Francisco Rojas Trujillo (Vallenar, 7 maggio 1974) è un ex calciatore cileno, di ruolo difensore.

## Palmarès

### Club

#### Competizioni nazionali
- Campionato cileno: 3

Universidad de Chile: 1999, 2000
Colo-Colo: Clausura 2008
- Copa Chile: 2

Universidad de Chile: 1998, 1999
- Campionato messicano: 2

América: Verano 2002, Clausura 2005
- Supercoppa del Messico: 1

América: 2005

#### Competizioni internazionali
- CONCACAF Champions' Cup: 1

América: 2006
- CONCACAF Giants Cup: 1

América: 2001